# Musculus sternocephalicus
Der Musculus sternocephalicus (lat. für „Brustbein-Kopf-Muskel“) ist ein Skelettmuskel des Halses bei Säugetieren mit rudimentären Schlüsselbein. Beim Menschen ist er Teil des Musculus sternocleidomastoideus. Der Muskel liegt an der unteren Seite der seitlichen Halsfläche und bildet die obere Grenze der Drosselrinne.
Er entspringt am Manubrium sterni und setzt – tierartlich verschieden – am Schädel an und wird auch dementsprechend benannt. Bei einigen Arten spaltet sich der Muskel kurz vor dem Kopf in zwei Teile mit unterschiedlichem Ansatz auf:
- Pars mandibularis („Unterkieferteil“): Sie zieht bei Pferden zur Tuberositas musculi sternomandibularis am Ast des Unterkiefers, bei Rindern und Ziegen am Körper des Unterkiefers.
- Pars mastoidea („Warzenteil“): Sie setzt am Warzenfortsatz (Processus mastoideus) des Schläfenbeins an und kommt bei Paarhufern und Raubtieren vor. Bei Rindern und Ziegen hat der Muskel demzufolge zwei Ansätze.
- Pars occipitalis („Hinterhauptsteil“): Sie ist der zweite Ansatz bei Raubtieren und zieht zum Hinterhauptsbein.

Der Musculus sternocephalicus zieht bei einseitiger Kontraktion den Kopf und Hals zur Seite, bei beidseitiger nach unten.